# Parti travailliste (Nouvelle-Calédonie)
Pour les articles homonymes, voir Parti travailliste.
Le Parti travailliste est un parti politique indépendantiste radical et révolutionnaire néo-calédonien fondé lors du Congrès de la Rivière-Salée à Nouméa les 17 et 18 novembre 2007, en présence de José Bové dont il soutient l'action politique.
Il s'agit essentiellement du bras politique de l'Union syndicale des travailleurs kanaks et des exploités (USTKE), et fait suite à la présentation par ce dernier de candidats dans les deux circonscriptions lors des élections législatives de 2007. Il se veut plus à gauche que le FLNKS. Il n'a dans un premier temps ni président ni bureau, mais un directoire d'une quarantaine de membres, jusqu'à son congrès de novembre 2008 qui voit l'élection à sa tête de Louis Kotra Uregei, fondateur de l'USTKE et candidat dans la 1re circonscription en 2007.

## Positionnement politique
Le Parti travailliste est, depuis sa création, classé à l'extrême gauche de l'échiquier politique néo-calédonien. Il dispose du soutien en Métropole du Nouveau Parti anticapitaliste (NPA) et de José Bové. Il bénéficie sur le terrain de l'organisation structurée de l'USTKE. 
Reprenant la position de l'USTKE, qui en 1998 avait pris position contre l'accord de Nouméa, il milite contre la négociation d'un nouveau statut transitoire et pour une indépendance dès 2014. Il se veut également anticapitaliste et écologiste, il est particulièrement critique à l'égard des projets industriels du Nord et du Sud. Il souhaite mettre les intérêts de la population et de la culture kanak au centre du dispositif dans tous les domaines. Il est tout particulièrement attaché à une législation stricte en matière de protection de l'emploi local et de limitation de l'immigration (qu'il qualifie de « massive » et considère comme une « colonisation de peuplement »),,.

## Résultats électoraux

### Élections municipales de 2008
Lors des élections municipales de mars 2008, le Parti travailliste présente des listes dans 14 des 33 communes, et obtient 25 élus :
- Nouméa (Jean Durut, ancien directeur du Centre d’information et d’orientation) : 921 voix (3,62 %) au 1er tour, aucun élu.
- Dumbéa (Jacques Nyiteij, membre du directoire du Parti travailliste, associé au comité local de l'UC et au LKS) : 304 voix (4,47 %) au 1er tour, aucun élu.
- Païta (Christophe Komedji, délégué syndical USTKE à Tontouta Air Service, avec la présence symbolique en dernière position du président du syndicat de l'époque Gérard Jodar) : 369 voix (6,99 %) au 1er tour, aucun élu.
- Lifou (Louis Kotra Uregei) : 1 043 voix (18,82 %, 2e score) au 1er tour, 1 533 voix (25,4 %, 2e score) au 2e tour, 4 élus sur 33.
- Maré (Alphonse Pujapujane, vice-président de l'USTKE) : 298 voix (7,27 %) au 1er tour, fusion avec la liste Palika d'Émile Lakoredine et UC Renouveau de l'ancien maire Jules Paala pour obtenir 1 477 voix (33,5 %, 2e score, 5 élus sur 29), aucun élu pour le Parti travailliste.
- Koné (Tiery-Alfred « Baptiste » Poadae) : 134 voix (6,25 %) au 1er tour, aucun élu.
- Poindimié (Edwin Hiotua) : 338 voix (15,03 %) au 1er tour, 235 voix (9,31 %) au 2e tour, 1 élu sur 27.
- Houaïlou (Georges Mandaoué, ancien président du Sénat coutumier de 2001 à 2002, sénateur coutumier de l'aire Ajië-Aro de 1999 à 2008) : 278 voix (15,95 %) au 1er tour, 262 voix (12,55 %) au 2e tour, 2 élus sur 27.
- Koumac (Huécobote Guathoti) : 55 voix (3,44 %), aucun élu.
- Ouvéa (Macki Wea, ancien membre des Foulards rouges, du FULK et du Comité de lutte d'Ouvéa pendant les Évènements) : 267 voix (10,16 %) au 1er tour, 274 voix (9,28 %) au 2e tour, 1 élu sur 27.
- Poya (Marie-Pierre Goyetche, vice-présidente à l'époque de l'USTKE) : 112 voix (7,67 %), 2 élus sur 23.
- Pouébo (Rock Doui) : 382 voix (34,54 %, meilleur score), 7 élus sur 19.
- Voh (Jean Poithily) : 273 voix (19,78 %, 2e score), 4 élus sur 19.
- Ponérihouen (Hubert Naaoutchoué) : 258 voix (19 %, 4e score presque ex aequo), 4 élus sur 23.

Le Parti travailliste a également soutenu la liste présentée par le Comité Rhéébù Nùù à Yaté : celle-ci l'emporte avec 519 voix (44,63 %) et 9 élus sur 19, et sa tête de liste, Étienne Ouetcho, est élu maire.

### Élections provinciales de 2009
Pour les élections provinciales du 10 mai 2009, le parti travailliste présente des listes dans les trois provinces, menées par :
- Louis Kotra Uregei dans les Îles Loyauté : 2 872 voix (20,06 %, 3e score), 2 élus sur 14 (Louis Kotra Uregei et Henriette Pujapujane) dont 1 sur les 7 envoyés au Congrès (Louis Kotra Uregei),
- Rock Doui dans le Nord : 2 593 voix (11,97 %, 3e score), 3 élus sur 22 (Rock Doui, Rose Vaialimoa et Georges Mandaoué) dont 2 sur les 15 envoyés au Congrès (Rock Doui et Rose Vaialimoa),
- Marie-Pierre Goyetche dans le Sud : 2 227 voix (3,68 %, 8e score), aucun élu.

Le Parti travailliste totalise ainsi, sur l'ensemble de la Nouvelle-Calédonie, 7 692 suffrages (7,97 %) et 3 sièges au Congrès, ce qui en fait la 6e force politique locale et la 3e indépendantiste (derrière l'UC et le Palika). 
Le parti dépose un recours en invalidation du scrutin dans les Îles Loyauté. Le Conseil d'État lui donne raison en prononçant, le 16 octobre 2009, l'annulation du scrutin dans cette province. Cet arrêt fait état d'irrégularités dans les procès-verbaux des opérations de dépouillement. Il note aussi, dans certaines communes, un recours injustifié au vote par procuration, en infraction au code électoral. Lors des élections partielles ainsi provoquées le 6 décembre 2009, la liste travailliste, toujours menée par Louis Kotra Uregei, augmente considérablement son score avec 3 295 voix (23,44 %, 2e place) et 4 élus sur 14 (Louis Kotra Uregei, Henriette Pujapujane, Cédric Meaou et Marie-Claire Wright), dont 2 sur les 7 envoyés au Congrès (Louis Kotra Uregei et Henriette Pujapujane). 
Au Congrès, le Parti travailliste ne peut se constituer en groupe politique (manquant de 2 sièges le seuil minimal de 6 conseillers).

### Élections à la présidence et au bureau du Congrès depuis 2009
Le 22 mai 2009, le parti travailliste avance la candidature de Rose Vaialimoa (Nord) pour l'élection du président du Congrès, totalisant les 3 voix de son mouvement contre 20 au candidat commun du FLNKS (UC, Palika et RDO, également soutenu par l'UC Renouveau et le LKS), l'UC Rock Wamytan et 31 à celui de l'ensemble des formations anti-indépendantistes (Rassemblement-UMP, Calédonie ensemble, L'Avenir ensemble, RPC et LMD), Harold Martin de l'Avenir ensemble. Ne disposant pas de groupe politique, il ne peut alors présenter de liste seule pour l'élection du bureau et n'y obtient donc aucun poste. De même à la Commission permanente élue le 8 juin 2009. 
Lors du renouvellement du bureau du 13 juillet 2010, le Parti travailliste s'associe cette fois-ci au groupe FLNKS (UC, RDO, UC Renouveau et l'unique élu du Palika dans le Sud). Il soutient la candidature de l'UC Caroline Machoro à la présidence (elle est battue au 3e tour de scrutin par Harold Martin, par 17 voix contre 20, les 6 élus du Palika ayant choisi le vote blanc, tout comme du côté non-indépendantiste les 10 conseillers de Calédonie ensemble et une des deux du RPC). La liste commune ainsi formée permet au Parti travailliste d'entrer au bureau, Louis Kotra Uregei devenant alors l'un des deux secrétaires du Congrès (aux côtés de Jean-Luc Régent, du RPC). 
Le 1er avril 2011, à la suite de l'accession de Harold Martin le 3 mars précédent à la présidence du gouvernement, un vote a lieu (en l'absence des élus de Calédonie ensemble, du Palika et du LKS, qui contestent la validité de ce scrutin) pour lui choisir un successeur au perchoir. Rock Wamytan (FLNKS-UC, Sud) est alors élu avec 32 voix contre 3 bulletins blancs, obtenant le soutien de son propre groupe FLNKS ainsi que des quatre élus travaillistes mais aussi des anti-indépendantistes du Rassemblement-UMP et de l'Avenir ensemble. Encore une fois, une liste commune FLNKS-Parti travailliste est constituée pour l'élection du bureau qui est organisée le même jour : Louis Kotra Uregei devient ainsi 6e vice-président. 
Ces deux élections sont toutefois invalidées par le Conseil d'État le 18 juillet 2011, la décision prenant effet au 1er août suivant. Un nouveau renouvellement intégral du bureau, mais aussi de la commission permanente et des commissions intérieures, est organisé le 19 août 2011, avec cette fois la présence de toutes les composantes du Congrès. Bénéficiant des mêmes soutiens, Rock Wamytan est réélu avec 32 voix contre 15 à Léonard Sam de Calédonie ensemble (soutenu par le LMD, l'UDC et le RPC), 6 bulletins blancs (du Palika) et 1 absent (du LKS). Au bureau, Louis Kotra Uregei passe de la 6e à la 8e vice-présidence. Il prend de plus, quelques jours plus tard, la présidence de la commission intérieure des Sports.    

### Élections des gouvernements en 2011
Pour les élections successives des 9e, 10e, 11e et 12e gouvernements de Nouvelle-Calédonie issus de l'accord de Nouméa les 3 mars, 17 mars, 1er avril et 10 juin 2011, le Parti travailliste forme des listes communes avec le groupe FLNKS dominé par l'UC, dites d'« Entente » et menées par Gilbert Tyuienon.
Le parti y est présent à travers les 3e (Georges Mandaoué) et 9e positions (Alphonse Pujapujane pour le scrutin du 3 mars, Marie-Pierre Goyetche pour les autres). À chaque fois, Georges Mandaoué est ainsi élu au sein de l'exécutif néo-calédonien. Il est chargé d'animer et de contrôler les secteurs du Travail et de l'emploi, de l'Insertion professionnelle, de l'Identité kanak et des Affaires coutumières et des Relations avec le Sénat coutumier et les Conseils coutumiers depuis le 11 mars 2011, ainsi que du Dialogue social depuis le 22 mars 2011. Il s'est également occupé du suivi de la Coopération régionale et des Relations extérieures (conjointement avec le président du gouvernement, Harold Martin, anti-indépendantiste de l'Avenir ensemble) du 11 mars au 1er avril 2011, et de Formation du 22 mars au 1er avril 2011.      